# Примордијална нуклеосинтеза
Примордијална нуклеосинтеза је астрофизичка теорија којом се објашњава присуство неких атома који нису предвиђени моделом звездане нуклеосинтезе као што су деутеријум, хелијум-4 и литијум-7.
По овом моделу, већ од првог момента универзума, захваљујући температури од милијарду степени, лаки атоми су формирани интеракцијом елементарних честица.

## Стандардни модел примордијалне нуклеосинтезе

### Зашто увести овај модел?
Овог тренутка, однос је један атом деутеријума (тежак водоник 2H) према 100000 атома водоника. Мада је његова количина мала, он је међутим седми елемент по бројности у свемиру.
Деутеријум је један од мање стабилних атома (енергија од 2,2 MeV је довољна да одвоји протон од неутрона који га гради) и не опстаје при температури типичној за звезде, где је разорен нуклеарним реакцијама (већ од 1 милион келвина). Његово порекло може бити објашњено једино кроз Велики прасак: висока температура у тренутку настанка универзума је омогућила његов настанак, а брзо хлађење због ширења је омогућило његово очување. Али, та тврдња може бити под сумњом. Модел примордијалне нуклеосинтезе каже да је језгро деутеријума било моментално разорено фотонима. Језгро деутеријума могло би бити млађе од језгра водоника или хелијума, стабилније, имајући потребу за друге реакције нуклеарне фузије, две друге силе, као што су електромагнетизам и гравитација (које су присутне при стварању звезда, планета и у облацима честица). Дужина живота језгра деутеријума у тренутку Великог праска је веома кратка, у поређењу са оном водоника и хелијума. Трен у коме је температура реда величине милијарду степени да би доспела до таквог пада од чак неколико милијарди степени. Вероватно је требало чекати дугих милион година, време кад је температура омогућавала електромагнетним реакцијама које су евидентиније значи било би вероватније да је тај изотоп плод закаснеле фузионе реакције као што је теорија ланца протон-протон, теорија која објашњава присуство велике количине следећа три елемента: Li, Be и B, и њихов опстанак и присуство су резултат ослобађања енергије везане за појаву првих звезда, неке за формирање галактичких кластера, друге везане за квазаре, али ништа није сигурно. Налазимо одређене количине деутеријума у универзуму (веома малу у односу на водоник). Он је вероватно сачуван захваљујући силама термодинамике који су били способни да не дозволе електромагнетизму и гравитацији да делују. Услови у Великом праску не дозвољавају деутеријуму да дуго постоји у тако великој количини чак иако је појава деутеријума резултат фузионе реакције у условима од неколико милиона степени. Он је неочекивана реакција закаснеле фузије. Услови термодинамике везани за нарастање можда потврђују ту претпоставку.
Количина хелијума 4 (у свемиру) је у овом тренутку реда величине од 23 до 30%. 

Звезде стварају хелијум захваљујући фузији водоника. Тај процес се назива звездана нуклеосинтеза. Створени хелијум који је отпуштен у међузвездани простор је сувише мали. 
 Овде треба рећи да на крају живота звезда мале или велике масе створени хелијум не буде ослобођен у међузвездани простор.
- Звезде мале масе ослобађају само спољни слој који је мало измењен у фузионој реакцији. Језгро сачињено од хелијума се трансформише у белог патуљка.
- Масивне звезде код којих је водоник из центра језгра истрошен (потпуно фузијом преведен у хелијум), хелијум наставља процес фузије па даје теже елементе као што су угљеник, кисеоник и неон... А код масивнијих звезда (> 8 Mo) фузија иде до стварања гвожђа. Код тих звезда хелијум који је отпуштен је из средње зоне, изеђу спољног омотача и језгра.

То значи да глобално гледано количина створеног хелијума је безначајна. Из тога произилази да галаксије у свом настанку већ имају велики део хелијума.
Та количина је више-мање једнака (23 до 30%) за све типове галаксија. Једино Велики прасак може да објасни присуство толике количине хелијума.
Постоји још један феномен - спалација. Космички зраци са великом енергијом ломе атоме угљеника, азота и кисеоника у лакше атоме 6Li, 7Li, 9Be, 10B, 11B, He, H...), али те количине су мале и нису значајне за настанак хелијума, водоника и деутеријума, но, веома је важан за настанак литијума, берилијума и бора ; звезде их не стварају јер су моментално разорени у процесу фузије.
Захваљујући комбинацији три модела, звездана нуклеосинтеза, примордијална нуклеосинтеза и спалација објашњавају стварањем елемената.

### Процес одвијања
Примордијална нуклеосинтеза се одвија кад је температура 109 K (у првих хиљаду година после Великог праска).
Пре 1010 K (t<<1s), фотони, неутрони, антинеутрони, бариони (неутрон и протон) електрони и позитони су у равнотежи према формули:
- {\displaystyle {\text{n}}+\nu _{\text{e}}\leftrightarrow {\text{p}}+{\text{e}}^{-}}
- {\displaystyle {\text{n}}+{\text{e}}^{+}\leftrightarrow {\text{p}}+{\overline {\nu _{\text{e}}}}}
- {\displaystyle {\text{n}}\leftrightarrow {\text{p}}+{\text{e}}^{-}+{\overline {\nu _{\text{e}}}}}

Однос броја неутрона и протона је одређен законом статистике Максвела-Болтзмана :
- {\displaystyle {\frac {n_{\text{p}}}{n_{\text{n}}}}={\text{e}}^{-{\frac {E_{\text{p}}-E_{\text{n}}}{kT}}}={\text{e}}^{-{\frac {{\Delta }mc^{2}}{kT}}}}

На 1010 K, ослобађа се и почиње да цури неутрино. Антинеутрино нестаје и равнотежа је разрушена. У тренутку нарушавања равнотеже, однос је np/nn реда величине 6 (један неутрон на шест протона). Измењен β- дезинтеграцијом неутрона ({\displaystyle {\text{n}}\rightarrow {\text{p}}+{\text{e}}^{-}+{\overline {\nu _{\text{e}}}}} : дужина живота : 880,3 ± 1,1 s), тај однос је увећан.
Док температура остаје виша од 109 K, језгро деутеријума (деутерона) створено ({\displaystyle {\text{n}}+{\text{p}}\rightarrow {\text{D}}+\gamma }) је разорено од стране фотона који на тој температури имају довољну енергију.
Та језгра постају стабилна на температури од 109 K. Тада је однос np/nn ≈ 7 и примордијална нуклеосинтеза креће са формирањем лаких елемената :
(γ : фотон)
{\displaystyle {\begin{matrix}{\text{p}}+{\text{n}}&\rightarrow &{\text{D}}+\gamma \\{\text{D}}+{\text{n}}&\rightarrow &^{3}\,{\text{H}}+\gamma \\{\text{D}}+{\text{p}}&\rightarrow &^{3}\,{\text{He}}+\gamma \\{\text{D}}+{\text{D}}&\rightarrow &^{3}\,{\text{H}}+{\text{p}}\\{\text{D}}+{\text{D}}&\rightarrow &^{3}\,{\text{He}}+{\text{n}}\\{\text{D}}+{\text{D}}&\rightarrow &^{4}\,{\text{He}}+\gamma \\^{3}\,{\text{H}}+{\text{p}}&\rightarrow &^{4}\,{\text{He}}+\gamma \\^{3}\,{\text{He}}+{\text{n}}&\rightarrow &^{3}\,{\text{H}}+{\text{p}}\\^{3}\,{\text{He}}+{\text{n}}&\rightarrow &^{4}\,{\text{He}}+\gamma \\^{3}\,{\text{H}}+{\text{D}}&\rightarrow &^{4}\,{\text{He}}+{\text{n}}\\^{3}\,{\text{He}}+{\text{D}}&\rightarrow &^{4}\,{\text{He}}+{\text{p}}\\^{3}\,{\text{He}}+^{3}{\text{He}}&\rightarrow &^{4}\,{\text{He}}+2{\text{p}}\\^{4}\,{\text{He}}+{\text{D}}&\rightarrow &^{6}\,{\text{Li}}+\gamma \\^{4}\,{\text{He}}+^{3}{\text{H}}&\rightarrow &^{7}\,{\text{Li}}+\gamma \\^{4}\,{\text{He}}+^{3}{\text{He}}&\rightarrow &^{7}\,{\text{Be}}+\gamma \\^{6}\,{\text{Li}}+{\text{n}}&\rightarrow &^{7}\,{\text{Li}}+\gamma \\^{6}\,{\text{Li}}+{\text{p}}&\rightarrow &^{7}\,{\text{Be}}+\gamma \\^{7}\,{\text{Li}}+{\text{p}}&\rightarrow &2^{4}\,{\text{He}}+\gamma \\^{7}\,{\text{Be}}+{\text{n}}&\rightarrow &^{7}\,{\text{Li}}+{\text{p}}\\^{7}\,{\text{Be}}+{\text{e}}^{-}&\rightarrow &^{7}\,{\text{Li}}+\gamma \\\end{matrix}}}
На температури t≈2.102s, због ширења, температура и густина постају слабе за стварање фузијом тежих језгра и неуклеосинтеза се зауставља.

### Резултати
У време ере радијације (до раздвајања материја-енергија) неколико стотина милиона година, јонска плазма је сачињена од језгара насталих у процесу нуклеосинтезе : 
- Водоник :

Слободни водоник који заузима (још увек) главно место ~75%.
Његов стабилни изотоп, деутеријум : ²H.
Трицијум ³H, што се њега тиче, он се прогресивно трансформисао у ³He већ на почетку те ере због радиоактивности-β, са полу-животом од 12 година и 1/3 (у условима Земаљског амбијента који није исти као у тој ери; плазма у разградњи).
- Хелијум :

Хелијум 3 настао током те нуклеосинтезе је главни извор природног хелијума 3, који је помешан са хелијумом 3 настао од радиоактивности почетног трицијума (cf. paragraphe ci-dessus).
Хелијум 4 представља готово сву осталу материју која је тамо настала, приближно 25%.
Готово сви неутрони су ту уграђени.

### Карактеристике
Кључни параметар за бројност битних елемената је број бариона који најбоље показује однос бариона и фотона:
- η = број бариона / број фотона

Једино број бариона омогућава одређивање количине примордијалних лаких елемената створених током нуклеосинтезе.

## Богатство елемената
Мера бројности значајних елемената је доказ тачности теорије Великог праска.

### Предвиђања
Стандардни модел предвиђа количине од 25% за хелијум и 1% за деутеријум.

### Мере бројности
Количине лаких елемената су рачунате помоћиу три типа мерења:
- Одмах после нуклеосинтезе, посматрајући квазаре који су веома удаљени, (они се налазе на удаљености од 10 до 13 милијарди светлосних година). Данас их видимо онакве какви су били пре 10 до 13 милијарди година када је звездана активност која мења количине елемената тек почињала. Нађена вредност за количине деутеријума је веома близу примордијалним количинама.
- Вршећи мерење у Сунчевом систему (планете или сателити који имају атмосферу као што су на пример Јупитер, Титан, метеори, молекули деутеријума HD, HDO (на Земљи, на пример)...) : Количине су такве да пре 4,5 милијарди година због одсуства активности.
- Актуелна епоха, вршењем мерења (младе и старе звезде, гасне небулозе које садрже гасни деутеријум или молекуларни деутеријум).

Та мерења су извршена просматрањем спектра количине и емисије елемената и њихове јачине (пример са водоником и деутеријумом: серија посматрања Лимана и Балмера).

### Резултати
После недавних испитивања Гарија Стегмана космолошки стандардни модел који је предвидео однос {\displaystyle \eta =6.1\pm 0.6\times 10^{-10}} је у одличном односу са посматраним вредностима комбинујући резултате ВМАП-а и широку скалу која даје {\displaystyle \eta =6.14\pm 0.25\times 10^{-10}}. Примордијална количина 3He нађена посматрањем је у сагласности са предвиђањима стандардног модела. Примордијална количина 4He показује мало неслагање у само 2 сигма али има индиција да разлика може бити последица систематске грешке у мерењу количина, и да је тешко мислити да се ради о нечему што је изван стандардног модела. Тако, слагање са количином од 7Li је још лошије али пошто се посматрање количине примордијаног 7Li вршило у кругу над звездама наше галаксије, веома је могуће да је могла бити измењена током звезданих процеса па је неповерење у вези са тим резултатима мерења велико.
Предвиђања стандардног модела могу бити у сукобу са неким космолошким параметрима, као што је густина бариона у свемиру, чији је резултат посматрања {\displaystyle \Omega _{b}h^{2}=0.0230} у потпуној сагласности са предвиђањима.
Можемо резимирати, да је стандардни модел постојан у односу на резултате актуелних мерења и опсервација, мада је одређивање количине примордијалних елемената деликатна ствар : посматрани објекти на којима је количина примордијалног деутеријума остала недирнута су ретки, 3He је посматран у међузвезданом гасу наше галаксије у неком хемијском смислу па постоји сумња чињења великих систематских грешака у опсервацији хелијума 4. Није дакле искључено да ће вредност посматране количине лаких елемената мало варирати у будућности и рушити слагање са стандардном методом што ће донети нова тумачења физике.

## Заплет

### Барионов број
За познавање количине, вредност бариона је од изузетног значаја јер је то једини параметар у игри. Тај број бариона је веома важан јер он омогућава оређивање фракције материје бариона.
Разлика те барионске фракције ца фракцијом (слабијом) светлосне материје (рачунана као резултат посматрања) омогућава одређивање фракције бариона која није светлосна (црне рупе, бели патуљци).
Штавише, разлика између те барионске фракције са фракцијама (вишег степена) динамичне материје рачунате од гравитационих ефеката (ротација галаксија...) омогућава откривање постојања небарионе материје у овом моменту (неутрино).

## Други модели
Постоје други модели, нестандардни, који уводе нови појам нехомогености који покушава да објасни разлике које могу да постоје између резултата мерења и теоретских објашњења.